# 가와노이시정
가와노이시정(川之石町)은 에히메현 니시우와군에 설치된 정이다. 